# Polyaulon politus
Polyaulon politus är en stekelart som beskrevs av Henry Keith Townes, Jr. 1983. Polyaulon politus ingår i släktet Polyaulon och familjen brokparasitsteklar. Inga underarter finns listade i Catalogue of Life.